# Handlungs- und produktionsorientierter Literaturunterricht
Als Handlungs- und produktionsorientierten Literaturunterricht bezeichnet man in der Deutschdidaktik, genauer in der Literaturdidaktik einen methodischen Ansatz zum Verstehen bzw. zur Annäherung an literarische Texte, der die Grundsätze von Handlungsorientierung und Produktorientierung fasst.
Der Literaturdidaktiker Kaspar H. Spinner versteht darunter

„einen methodischen Ansatz, bei  dem sich die Schülerinnen und Schüler gestaltend, d. h. weiter- und umschreibend, Textstellen ergänzend, Textmuster 
imitierend, malend, vertonend und szenisch spielend mit Literatur beschäftigen. 
Der Ansatz grenzt sich ab von einem Unterricht, der sich auf Lehrervortrag, Unterrichtsgespräch und schriftliche Inhaltsangabe,  Charakteristik und Interpretation beschränkt.“

Hauptziel des Ansatzes ist das Verstehen eines literarischen Textes. Damit grenzt sich der Ansatz ab vom primären Ziel der Kreativitätsförderung, wie er etwa mit Verfahren in der Schreibdidaktik (Kreatives Schreiben) verfolgt wird. Wichtige Vertreter des Ansatzes des Handlungs- und produktionsorientierten Literaturunterrichts sind Gerhard Haas, Kaspar H. Spinner, Günter Waldmann und andere.
1994 erschien in Praxis Deutsch ein Themenheft zum Ansatz, 2019 ebenfalls. Im Hauptartikel des Themenhefts von 1994 stellen Haas, Menzel und Spinner unterschiedliche Verfahren des handlungs- und produktionsorientierten Literaturunterrichts vor. Dabei unterscheiden sie folgende Herangehensweisen:
- textproduktive Verfahren  (etwa: „Während der Lektüre eines Textes an einer Stelle einhalten und eine Fortsetzung entwerfen“ oder „Einen inneren  Monolog, eine erlebte Rede, einen Brief oder eine Tagebuchnotiz einer Figur verfassen“)
- szenische Gestaltungen (etwa: „Eine Textstelle pantomimisch darstellen“)
- visuelle Gestaltungen (etwa: „Bilder zu einem Text zeichnen/malen“)
- akustische Gestaltungen (etwa: „Einen Text vertonen (z. B. mit Orff-Instrumenten)“)

Der Ansatz fußt insbesondere auf der Rezeptionsästhetik.